# Sagorjewka
Sagorjewka (russisch Загорьевка, deutsch Kaukern, litauisch Kaukarai) ist ein Ort in der russischen Oblast Kaliningrad. Er gehört zur kommunalen Selbstverwaltungseinheit Stadtkreis Tschernjachowsk im Rajon Tschernjachowsk.

## Geographische Lage
Sagorjekwa liegt 17 Kilometer nordöstlich der Stadt Tschernjachowsk (Insterburg) zwischen Inster (russisch: Instrutsch) und dem Maisko-Krasnopoljanski sakasnik, einem – früher Eichwalder Forst und Tzullkinner Forst genannten – ausgedehnten Waldgebiet. Durch den Ort führt die Kommunalstraße 27K-075 von Sagorskoje (Pelleningken/Strigengrund) nach Meschduretschje (Kauschen). Vor 1945 war Kaukern Bahnstation (1928 in Bärensprung umbenannt) an der Bahnstrecke Insterburg–Kraupischken der Insterburger Kleinbahnen.

## Geschichte
Im Jahre 1564 wurde das damalige Kaukerkeimen erstmals urkundlich erwähnt. Am 11. März 1874 wurde der Gutsort Amtsdorf und damit namensgebend für einen Amtsbezirk, der bis 1945 – ab 1. Februar 1930 „Amtsbezirk Bärensprung“ genannt – zum Kreis Insterburg im Regierungsbezirk Gumbinnen der preußischen Provinz Ostpreußen gehörte. Im Jahre 1910 zählte der Gutsbezirk Kaukern 147 Einwohner.
Am 30. September 1928 gab fer Gutsbezirk Kaukern seine Selbständigkeit auf und wurde mit der Landgemeinde Wirszeningken zur neuen Landgemeinde Bärensprung zusammengelegt. Bärensprung war der Name eines Wohnplatzes innerhalb der Gemeinde Wirszeningken.
Nachdem 1945 das nördliche Ostpreußen der Sowjetunion zugeordnet wurde, erhielt das frühere Kaukern 1950 die russische Bezeichnung „Sagorjewka“ und wurde wieder eine eigenständige Ortschaft. Der Ort wurde dem Sagorski selski Sowet im Rajon Tschernjachowsk zugeordnet. Von 2008 bis 2015 gehörte Sagorjewka zur Landgemeinde Kaluschskoje selskoje posselenije und seither zum Stadtkreis Tschernjachowsk.

## Amtsbezirk Kaukern 1874 (–1945)
Zum neu errichteten Amtsbezirk Kaukern gehörten 1874 elf Landgemeinden (LG) und ein Gutsbezirk (GB):
| Name                                               | Namensänderung (1938–1945)   | Russischer Name nach 1945 | Bemerkungen                                    |
| -------------------------------------------------- | ---------------------------- | ------------------------- | ---------------------------------------------- |
| Antschögstupönen (LG)                              |                              |                           | 1929 in die LG Saugwethen eingegliedert        |
| Bednohren (LG)                                     | Bednoren                     | Schtschegly               | 1929 in die LG Saugwethen eingegliedert        |
| Groß Niebudszen (LG) 1936–1938: Groß Niebudschen   | Steinsee (Ostpr.)            | Seljonaja Dolina          |                                                |
| Kaukern (GB)                                       |                              | Sagorjewka                | seit 1928 zur LG Bärensprung                   |
| Klein Niebudszen (LG) 1936–1938: Klein Niebudschen | Bärengraben                  | Sadwoje                   | 1939 in die LG Steinsee (Ostpr.) eingegliedert |
| Pillupönen (LG)                                    | Kuttenhöh                    | Sosnjaki                  |                                                |
| Saugwethelen (LG)                                  |                              |                           | vor 1908 in die LG Saugwethen eingegliedert    |
| Saugwethen (LG)                                    | Saugehnen                    | Schtschegly               |                                                |
| Sauskeppen (LG)                                    | Sausen                       | Koslowka                  |                                                |
| Skardupönen (LG), Kirchspiel Pelleningken          |                              | Wologodskoje              | 1929 in die LG Saugwethen eingegliedert        |
| Stablacken (LG), Kirchspiel Pelleningken           |                              | Priosjornoje              |                                                |
| Wirszeningken (LG)                                 | seit 1928 zur LG Bärensprung | Tretjakowo                |                                                |

Am 1. Februar 1930 wurde der Amtsbezirk Kaukern in „Amtsbezirk Bärensprung“ umbenannt. Ihm gehörten 1945 noch sechs Gemeinden an: Bärensprung, Kuttenhöh, Saugehnen, Sausen, Stablacken und Steinsee.

## Kirche
Die mehrheitlich evangelische Bevölkerung Kaukerns war bis 1945 in das Kirchspiel Pelleningken (1938–1946: Strigengrund, heute russisch: Sagorskoje) eingepfarrt, das zum Kirchenkreis Insterburg in der Kirchenprovinz Ostpreußen der Kirche der Altpreußischen Union gehörte. Heute liegt Sagorjewka im Einzugsbereich der neu entstandenen evangelisch-lutherischen Gemeinde in Schtschegly (Saugwethen, 1938–1946 Saugehnen), die der Kirchenregion Tschernjachowsk (Insterburg) in der Propstei Kaliningrad der Evangelisch-lutherischen Kirche Europäisches Russland zugeordnet ist.

## Söhne und Töchter (Auswahl)
- Johann Bernhard von Manstein (1740–1816), preußischer Generalmajor